# Le Seigneur des Anneaux (jeu de cartes évolutif)
Pour les articles homonymes, voir Le Seigneur des anneaux (homonymie).
Le Seigneur des anneaux : Le Jeu de Cartes, abrégé SDA JCE (en anglais The Lord of the Rings: Living Card Games, abrégé LOTR LCG) est un jeu de cartes évolutif, produit par la société Fantasy Flight Games et édité en France par la société Edge Entertainment. En 2018, le jeu s'arrête après 9 saisons. Il est réédité à partir de 2022 dans une "édition révisée" ne comportant qu'une partie du contenu original ("édition complète").

## Principe
Ce jeu est un jeu coopératif de 1 à 4 joueurs. Tous les joueurs luttent contre un scénario se déroulant dans l'univers du Seigneur des anneaux. Ce scénario peut comporter des monstres, des pièges ou des lieux à visiter, piochés aléatoirement dans un deck de rencontre. Chaque joueur ou joueuse possède jusqu'à 3 héros ou héroïnes à l'aide desquels il va devoir résoudre des quêtes et gérer les cartes du deck de rencontre. Au fur et à mesure de la partie il pourra piocher et mettre en jeu sous certaines conditions des cartes de son deck joueur comportant des alliés, des attachements et des évènements qui l'aideront à terminer le scénario.
Il s'agit donc également d'un jeu de deck building, consistant à choisir les cartes joueurs alimentant le deck qui va affronter le scénario. Si l'édition révisée propose des decks préconstruits, la création de decks permet d'enrichir l'utilisation des cartes et de rendre les expériences de jeu très nombreuses.
Édité après 2011 sous la forme d'une extension mensuelle, le jeu est désormais disponible en édition révisée sous la forme de 10 boites et 5 paquets complémentaires.
Pour jouer à deux il suffit de posséder une boîte de base (en édition révisée). Les extensions proposent à la fois de nouvelles cartes joueurs (dont des héros) et/ou de nouveaux scénarios.

## Les différents cycles et extensions - édition complète

### Les 9 cycles de l'édition complète
Un cycle représente une aventure qui se découpe en un certain nombre de scénario. 
Chaque cycle est précédé d'une "boite deluxe" nécessaire pour jouer l’intégralité du cycle et comportant 3 scénarios, ainsi que de 6 boites complémentaires comportant 1 scénario chacune.
Chaque cycle est jouable indépendamment des autres et nécessite la boîte de base et son extension associée (boite deluxe). 
Cependant la difficulté se veut croissante. Il sera donc par exemple difficile de jouer au cycle 7 sans posséder certaines cartes des cycles précédents permettant la création de deck assez puissant. N'envisagez donc pas de vous acheter le cycle 5 ou 8 sans avoir déjà obtenu les cycles 2 et 3 au moins.
| N° du scénario                             | Nom du scénario                   | Type             | Numéro de cartes | Nécessite                        | Deck cauchemar |
| ------------------------------------------ | --------------------------------- | ---------------- | ---------------- | -------------------------------- | -------------- |
| 1                                          | Passage dans la forêt noire       | Boîte de base    | 1-128            |                                  | existe         |
| 2                                          | Voyage le long de l'Anduin        | Boîte de base    | 1-128            |                                  | existe         |
| 3                                          | Évasion de Dol Guldur             | Boîte de base    | 1-128            |                                  | existe         |
| Cycle 1 : Ombres de la Fôret Noire         |                                   |                  |                  |                                  |                |
| 1                                          | À la poursuite de Gollum          | Paquet aventure  | 1-24             | Boite de base                    | existe         |
| 2                                          | Conflit au Carrock                | Paquet aventure  | 25-49            | Boite de base                    | existe         |
| 3                                          | Voyage à Rhosgobel                | Paquet aventure  | 50-71            | Boite de base                    | existe         |
| 4                                          | Les Collines d'Emyn Muil          | Paquet aventure  | 72-94            | Boite de base                    | existe         |
| 5                                          | Les Marais des Morts              | Paquet aventure  | 95-115           | Boite de base                    | existe         |
| 6                                          | Retour à la Forêt Noire           | Paquet aventure  | 116-139          | Boite de base                    | existe         |
| Cycle 2 : Khazad-dûm                       |                                   |                  |                  |                                  |                |
| 1                                          | Le septième Niveau                | Extension Deluxe | 1-76             | Boite de base                    | existe         |
| 2                                          | Dans le gouffre noir              | Extension Deluxe | 1-76             | Boite de base                    | existe         |
| 3                                          | Fuir la Moria                     | Extension Deluxe | 1-76             | Boite de base                    | existe         |
| Cycle 2 : Royaume de Cavenain              |                                   |                  |                  |                                  |                |
| 1                                          | La Porte de Rubicorne             | Paquet aventure  | 1-27             | Khazad-dûm                       | existe         |
| 2                                          | La Route vers Fondcombe           | Paquet aventure  | 28-52            | Khazad-dûm                       | existe         |
| 3                                          | Le Guetteur de l'Eau              | Paquet aventure  | 53-75            | Khazad-dûm                       | existe         |
| 4                                          | La Longue Obscurité               | Paquet aventure  | 76-100           | Khazad-dûm                       | existe         |
| 5                                          | Fondations de Pierre              | Paquet aventure  | 101-127          | Khazad-dûm                       | existe         |
| 6                                          | L'Ombre et la Flamme              | Paquet aventure  | 128-153          | Khazad-dûm                       | existe         |
| Cycle 3 : Les Héritiers de Númenor         |                                   |                  |                  |                                  |                |
| 1                                          | Bagarre à Pelargir                | Extension Deluxe | 1-76             | Boite de base                    | existe         |
| 2                                          | En Ithilien                       | Extension Deluxe | 1-76             | Boite de base                    | existe         |
| 3                                          | Défense de Cair Andros            | Extension Deluxe | 1-76             | Boite de base                    | existe         |
| Cycle 3 : Face à l'Ombre                   |                                   |                  |                  |                                  |                |
| 1                                          | Les Craintes de l'Intendant       | Paquet aventure  | 1-31             | Les Héritiers de Númenor         | existe         |
| 2                                          | La Forêt de Drúadan               | Paquet aventure  | 32-55            | Les Héritiers de Númenor         | existe         |
| 3                                          | Rencontre à Amon Dîn              | Paquet aventure  | 56-80            | Les Héritiers de Númenor         | existe         |
| 4                                          | Assaut sur Osgiliath              | Paquet aventure  | 81-106           | Les Héritiers de Númenor         | existe         |
| 5                                          | Le Sang du Gondor                 | Paquet aventure  | 107-133          | Les Héritiers de Númenor         | existe         |
| 6                                          | La Vallée de Morgul               | Paquet aventure  | 134-160          | Les Héritiers de Númenor         | existe         |
| Cycle 4 : L’Appel de l’Isengard            |                                   |                  |                  |                                  |                |
| 1                                          | Les gués de l'Isen                | Extension Deluxe | 1-67             | Boite de base                    | existe         |
| 2                                          | Chasse à l'orque                  | Extension Deluxe | 1-67             | Boite de base                    | existe         |
| 3                                          | A Fangorn                         | Extension Deluxe | 1-67             | Boite de base                    | existe         |
| Cycle 4 : Le Créateur d'Anneaux            |                                   |                  |                  |                                  |                |
| 1                                          | Piégé au Pays de Dun !            | Paquet aventure  | 1-24             | L’Appel de l’Isengard            | existe         |
| 2                                          | Les Trois Épreuves                | Paquet aventure  | 25-55            | L’Appel de l’Isengard            | existe         |
| 3                                          | Panique à Tharbad                 | Paquet aventure  | 56-83            | L’Appel de l’Isengard            | existe         |
| 4                                          | Les Nîn-in-Eilph                  | Paquet aventure  | 84-111           | L’Appel de l’Isengard            | existe         |
| 5                                          | Le Secret de Celebrimbor          | Paquet aventure  | 112-136          | L’Appel de l’Isengard            | existe         |
| 6                                          | La Couronne d’Andouillers         | Paquet aventure  | 137-161          | L’Appel de l’Isengard            | existe         |
| Cycle 5 : Le Royaume Perdu                 |                                   |                  |                  |                                  |                |
| 1                                          | Intrus au Bois de Chet            | Extension Deluxe | 1-74             | Boite de base                    | existe         |
| 2                                          | Les Collines Venteuses            | Extension Deluxe | 1-74             | Boite de base                    | existe         |
| 3                                          | La Chaussée des Morts             | Extension Deluxe | 1-74             | Boite de base                    | existe         |
| Cycle 5 : Le Réveil d'Angmar               |                                   |                  |                  |                                  |                |
| 1                                          | Les Désolations d'Eriador         | Paquet aventure  | 1-27             | Le Royaume Perdu                 | existe         |
| 2                                          | Fuite du Mont Gram                | Paquet aventure  | 28-53            | Le Royaume Perdu                 | existe         |
| 3                                          | La Traversée des Landes d'Etten   | Paquet aventure  | 54-83            | Le Royaume Perdu                 | existe         |
| 4                                          | La Perfidie du Rhudaur            | Paquet aventure  | 84-114           | Le Royaume Perdu                 | existe         |
| 5                                          | La Bataille de Carn Dûm           | Paquet aventure  | 115-139          | Le Royaume Perdu                 | existe         |
| 6                                          | Le Royaume de l'Effroi            | Paquet aventure  | 140-164          | Le Royaume Perdu                 | existe         |
| Cycle 6 : Les Havres Gris                  |                                   |                  |                  |                                  |                |
| 1                                          | Voyage sur la Belegaer            | Extension Deluxe | 1-83             | Boite de base                    | existe         |
| 2                                          | Le Destin de Númenor              | Extension Deluxe | 1-83             | Boite de base                    | existe         |
| 3                                          | Raid sur les Havres Gris          | Extension Deluxe | 1-83             | Boite de base                    | existe         |
| Cycle 6 : Chasse-Rêve                      |                                   |                  |                  |                                  |                |
| 1                                          | La Fuite de La Tourmente          | Paquet aventure  | 1-29             | Les Havres Gris                  |                |
| 2                                          | La Chose des Profondeurs          | Paquet aventure  | 30-56            | Les Havres Gris                  |                |
| 3                                          | Temple des Dupes                  | Paquet aventure  | 57-81            | Les Havres Gris                  |                |
| 4                                          | Les Ruines Immergées              | Paquet aventure  | 82-108           | Les Havres Gris                  |                |
| 5                                          | Une Tempête sur le Havre de Cobas | Paquet aventure  | 109-137          | Les Havres Gris                  |                |
| 6                                          | La Cité des Corsaires             | Paquet aventure  | 138-165          | Les Havres Gris                  |                |
| Cycle 7 : Les sables D'Harad               |                                   |                  |                  |                                  |                |
| 1                                          | Fuite d'Umbar                     | Extension Deluxe | 1-74             | Boite de base                    |                |
| 2                                          | La traversée du désert            | Extension Deluxe | 1-74             | Boite de base                    |                |
| 3                                          | Le souffle du Mordor              | Extension Deluxe | 1-74             | Boite de base                    |                |
| Cycle 7: Les Haradrim                      |                                   |                  |                  |                                  |                |
| 1                                          | Les Mûmakil                       | Paquet aventure  | 1-27             | Les sables D'Harad               |                |
| 2                                          | Course en Harad                   | Paquet aventure  | 28-54            | Les sables D'Harad               |                |
| 3                                          | Sous les Sables                   | Paquet aventure  | 55-80            | Les sables D'Harad               |                |
| 4                                          | Le Serpent Noir                   | Paquet aventure  | 81-108           | Les sables D'Harad               |                |
| 5                                          | Les Cachots de Cirith Gurat       | Paquet aventure  | 109-134          | Les sables D'Harad               |                |
| 6                                          | Les Gués du Poros                 | Paquet aventure  | 135-163          | Les sables D'Harad               |                |
| Cycle 8 : Les terres sauvages du Rhovanion |                                   |                  |                  |                                  |                |
| 1                                          | La remontée de l'Anduin           | Extension Deluxe | 1-80             | Boite de base                    |                |
| 2                                          | Perdus dans la Forêt noire        | Extension Deluxe | 1-80             | Boite de base                    |                |
| 3                                          | La Quête du Roi                   | Extension Deluxe | 1-80             | Boite de base                    |                |
| Cycle 8 : Ered Mithrin                     |                                   |                  |                  |                                  |                |
| 1                                          | La Brande Desséchée               | Paquet aventure  | 1-25             | Les terres sauvages du Rhovanion |                |
| 2                                          | Errance au Rhovanion              | Paquet aventure  | 26-55            | Les terres sauvages du Rhovanion |                |
| 3                                          | Des Flammes dans la Nuit          | Paquet aventure  | 56-83            | Les terres sauvages du Rhovanion |                |
| 4                                          | Le Fantôme de Framsbourg          | Paquet aventure  | 84-111           | Les terres sauvages du Rhovanion |                |
| 5                                          | Mont Gundabad                     | Paquet aventure  | 112-144          | Les terres sauvages du Rhovanion |                |
| 6                                          | Le Destin des Terres Sauvages     | Paquet aventure  | 145-170          | Les terres sauvages du Rhovanion |                |
| Cycle 9 : Une ombre à l'Est                |                                   |                  |                  |                                  |                |
| 1                                          | La Rivière Courante               | Extension Deluxe | 1-85             | Boite de base                    |                |
| 2                                          | Danger au Dorwinion               | Extension Deluxe | 1-85             | Boite de base                    |                |
| 3                                          | Le Temple Maudit                  | Extension Deluxe | 1-85             | Boite de base                    |                |
| Cycle 9 : La Revanche du Mordor            |                                   |                  |                  |                                  |                |
| 1                                          | Courroux Destructeur              | Paquet aventure  | 1-26             | Une ombre à l'Est                |                |
| 2                                          | La Cité d'Ulfast                  | Paquet aventure  | 27-53            | Une ombre à l'Est                |                |
| 3                                          | Le Défi des Gens-Des-Chariots     | Paquet aventure  | 54-80            | Une ombre à l'Est                |                |
| 4                                          | Sous les Monts de Cendre          | Paquet aventure  | 81-107           | Une ombre à l'Est                |                |
| 5                                          | La Terre des Lamentations         | Paquet aventure  | 108-136          | Une ombre à l'Est                |                |
| 6                                          | La forteresse de Nurn             | Paquet aventure  | 137-164          | Une ombre à l'Est                |                |

### Les extensions de Saga
Les extensions de Saga représentent les récits de Tolkien.
Il existe deux sagas :
- Le Hobbit: Qui retrace l'épopée de Bilbon Saquet et de la compagnie de Thorin à travers leurs aventures face aux trolls des forêts, leur capture par les elfes, la traversée de la forêt noire, l'affrontement face à Smaug ou encore la bataille des cinq armées.
- Le seigneur des anneaux: Qui retrace l'ensemble des événements de l'ouvrage du même nom, du départ de Cul-de-sac aux mines de la Moria, en passant par la trahison de Saroumane et la bataille du gouffre de Helm et l'affrontement à la montagne du destin en Mordor. (Et biens d'autres)

#### Saga: Le Hobbit
| N° du scénario                           | Nom du scénario                            | Type                                     | Numéro de cartes                         | Nécessite                                | Deck cauchemar                           |
| Le Hobbit - Par Monts et par Souterrains | Le Hobbit - Par Monts et par Souterrains   | Le Hobbit - Par Monts et par Souterrains | Le Hobbit - Par Monts et par Souterrains | Le Hobbit - Par Monts et par Souterrains | Le Hobbit - Par Monts et par Souterrains |
| ---------------------------------------- | ------------------------------------------ | ---------------------------------------- | ---------------------------------------- | ---------------------------------------- | ---------------------------------------- |
| 1                                        | Il nous faut aller avant le lever du jour  | Extension Saga                           | 1 - 165                                  | Boite de base                            | existe                                   |
| 2                                        | Au-delà des montagnes froides et embrumées | Extension Saga                           | 1 - 165                                  | Boite de base                            | existe                                   |
| 3                                        | Des cachots profonds et obscurs            | Extension Saga                           | 1 - 165                                  | Boite de base                            | existe                                   |
| Le Hobbit - Au Seuil de la Porte         |                                            |                                          |                                          |                                          |                                          |
| 1                                        | Mouches et araignées                       | Extension Saga                           | 1 - 165                                  | Boite de base                            | existe                                   |
| 2                                        | Le mont solitaire                          | Extension Saga                           | 1 - 165                                  | Boite de base                            | existe                                   |
| 3                                        | La bataille des cinq armées                | Extension Saga                           | 1 - 165                                  | Boite de base                            | existe                                   |

#### Saga: Le Seigneur Des Anneaux
| N° du scénario                                     | Nom du scénario                               | Type                                          | Numéro de cartes                              | Nécessite                                     | Deck cauchemar                                |
| Le Seigneur des Anneaux - Les Cavaliers Noirs      | Le Seigneur des Anneaux - Les Cavaliers Noirs | Le Seigneur des Anneaux - Les Cavaliers Noirs | Le Seigneur des Anneaux - Les Cavaliers Noirs | Le Seigneur des Anneaux - Les Cavaliers Noirs | Le Seigneur des Anneaux - Les Cavaliers Noirs |
| -------------------------------------------------- | --------------------------------------------- | --------------------------------------------- | --------------------------------------------- | --------------------------------------------- | --------------------------------------------- |
| 1                                                  | L'ombre du passé                              | Extension Saga                                | 1 - 165                                       | Boîte de base                                 | existe                                        |
| 2                                                  | Un poignard dans le noir                      | Extension Saga                                | 1 - 165                                       | Boîte de base                                 | existe                                        |
| 3                                                  | Fuite vers le gué                             | Extension Saga                                | 1 - 165                                       | Boîte de base                                 | existe                                        |
| Le Seigneur des Anneaux - La route s'assombrit     |                                               |                                               |                                               |                                               |                                               |
| 1                                                  | L'anneau prend le chemin du sud               | Extension Saga                                | 1 - 165                                       | Boîte de base                                 | existe                                        |
| 2                                                  | Un voyage dans l'obscurité                    | Extension Saga                                | 1 - 165                                       | Boîte de base                                 | existe                                        |
| 3                                                  | La dissolution de la communauté               | Extension Saga                                | 1 - 165                                       | Boite de base                                 | existe                                        |
| Le Seigneur des Anneaux - La Trahison de Saroumane |                                               |                                               |                                               |                                               |                                               |
| 1                                                  | Les Uruk-Hai                                  | Extension Saga                                | 1 - 165                                       | Boîte de base                                 | existe                                        |
| 2                                                  | Le Gouffre de Helm                            | Extension Saga                                | 1 - 165                                       | Boîte de base                                 | existe                                        |
| 3                                                  | La Route de l'Isengard                        | Extension Saga                                | 1 - 165                                       | Boite de base                                 | existe                                        |
| Le Seigneur des Anneaux - La Terre de l’Ombre      |                                               |                                               |                                               |                                               |                                               |
| 1                                                  | La traversée des Marais                       | Extension Saga                                | 1 - 165                                       | Boîte de base                                 | existe                                        |
| 2                                                  | Voyage à la croisée des chemins               | Extension Saga                                | 1 - 165                                       | Boite de base                                 | existe                                        |
| 3                                                  | L'antre d'Arachne                             | Extension Saga                                | 1 - 165                                       | Boîte de base                                 |                                               |
| Le Seigneur des Anneaux - La Flamme de l’Ouest     |                                               |                                               |                                               |                                               |                                               |
| 1                                                  | Le Passage de la Compagnie Grise              | Extension Saga                                | 1 - 165                                       | Boîte de base                                 |                                               |
| 2                                                  | Le Siège du Gondor                            | Extension Saga                                | 1 - 165                                       | Boîte de base                                 |                                               |
| 3                                                  | La Bataille des Champs du Pelennor            | Extension Saga                                | 1 - 165                                       | Boîte de base                                 |                                               |
| Le Seigneur des Anneaux - La Montagne de Feu       |                                               |                                               |                                               |                                               |                                               |
| 1                                                  | La Tour de Cirith Ungol                       | Extension Saga                                | 1 - 165                                       | Boîte de base                                 |                                               |
| 2                                                  | La Porte Noire s'ouvre                        | Extension Saga                                | 1 - 165                                       | Boîte de base                                 |                                               |
| 3                                                  | Montagne du Destin                            | Extension Saga                                | 1 - 165                                       | Boîte de base                                 |                                               |

### Les scénarios d'impression à la demande (Print on Demand)
| N° du scénario | Nom du scénario                      | Type | Numéro de cartes | Nécessite     | Deck cauchemar |
| -------------- | ------------------------------------ | ---- | ---------------- | ------------- | -------------- |
|                | Rassemblement à Osgiliath            | PoD  |                  | Boite de base |                |
|                | La Bataille de la Ville du Lac       | PoD  |                  | Boîte de base |                |
|                | La Pierre d'Erech                    | PoD  |                  | Boîte de base |                |
|                | La Vieille Forêt                     | PoD  |                  | Boîte de base |                |
|                | Les Ruines de Belegost               | PoD  |                  | Boîte de base |                |
|                | Le Siège d'Annuminas                 | PoD  |                  | Boîte de base |                |
|                | Attaque sur Dol Guldur               | PoD  |                  | Boîte de base |                |
|                | Brouillard sur les Hauts des Galgals | PoD  |                  | Boîte de base |                |
|                | Meurtre au Poney Fringant            | PoD  |                  | Boîte de base |                |
|                | Les ténèbres de la Forêt Noire       | PoD  |                  | Boîte de base |                |

## L'édition révisée

### Les cycles
L'édition révisée comprend la réédition de la boite de base (avec les cartes en x3), et des cycles 5, 6 et 8 de l'édition complète. Les cycles contiennent exactement les mêmes cartes que l'édition complète, auxquelles ont été ajoutées des cartes de campagne. Au lieu d'avoir une boite deluxe + 6 paquets, les cycles de l'édition révisée se composent d'une boite de cartes joueurs (l'extension héros) et d'une boite de campagne (avec les scénarios + la campagne). Les deux boites sont donc jouables indépendamment l'une de l'autre, l'extension héros permettant de modifier ses decks joueurs, et l'extension campagne permettant de proposer 9 scénarios (indépendants ou à jouer en mode campagne) sans que les cartes joueurs de la boite héros correspondante soient forcément nécessaires.
| Ancien cycle | Nom de l'extension héros             | Nom de l'extention campagne             | Nécessite     |
| ------------ | ------------------------------------ | --------------------------------------- | ------------- |
| 5            | Le réveil d'Angmar - extension héros | Le réveil d'Angmar - extension campagne | Boîte de base |
| 6            | Le Chasse-Rêve - extension héros     | Le Chasse rêve - extension campagne     | Boîte de base |
| 8            | Ered Mithrin - extension héros       | Ered Mithrin - extension campagne       | Boîte de base |

### La saga
Seule la saga Le seigneur des anneaux a été rééditée. Elle se compose de trois parties (correspondant aux livres) comprenant chacune deux boites de l'édition complète. Contrairement aux boites des cycles, ces trois boites comprennent à la fois les cartes joueurs et les scénarios, au nombre de 6 par boite. La boite du Retour du Roi est venue clore l'édition révisée en 2024.
| Nom                       | Nom des boites en édition complète           | Nécessite     |
| ------------------------- | -------------------------------------------- | ------------- |
| La Communauté de l'anneau | Les cavaliers noirs La route s'assombrit     | Boîte de base |
| Les deux tours            | La trahison de Saroumane La Terre de l'Ombre | Boîte de base |
| Le retour du roi          | La Flamme de l'Ouest La Montagne de feu      | Boîte de base |

### Les decks de démarrage
Les decks de démarrage contiennent un ensemble de cartes joueurs (héros, alliés, attachements et évènement) permettant de compléter les cartes joueurs de la boite de base. Des decks préconstruits prêts à l'emploi sont proposés avec une partie de ces cartes. Parus en 2022, ils contiennent essentiellement des cartes issues des cycles non réédités de l'édition complète.
| N° du deck | Nom du deck              | Type              | Nécessite     |
| ---------- | ------------------------ | ----------------- | ------------- |
| 1          | Les nains de Durin       | Deck de démarrage | Boîte de base |
| 2          | Les elfes de la Lorien   | Deck de démarrage | Boîte de base |
| 3          | Les défenseurs du Gondor | Deck de démarrage | Boîte de base |
| 4          | Les cavalier du Rohan    | Deck de démarrage | Boîte de base |

### Pack complémentaire
Il existe également un paquet complémentaire proposant deux scénarios inédits en français (non présent dans l'édition complète francophone), Ténèbres de la forêt noire.